# Ариран
«Арира́н» (кор. 아리랑; [a̠ɾiɾa̠ŋ]) — народная корейская песня, имеющая приблизительно 3600 вариаций около 60 разных вариантов. Было подсчитано, что возраст песни более 600 лет. Как в Северной Корее, так и в Южной Корее проводятся фестивали песен «Ариран», также существуют фольклорные коллективы «Ариран».
В декабре 2012 года ЮНЕСКО включила песню «Ариран» в Список нематериального культурного наследия человечества, после чего Администрация культурного наследия Кореи объявила пятилетний план по сохранению и продвижению песни. Проект направлен на организацию фестивалей «Ариран», выставок, поддержку культурологических исследований, посвящённых песне. Всего на проект было выделено 33,6 млрд вон (около 30 млн долларов США). В Южной Корее в воинских частях запрещается исполнение песни «Ариран» в северокорейской аранжировке.

## История
Северокорейский сайт «Нэнара» следующим образом объясняет появление этой песни:

Давным-давно в одном селе батрачили у помещика парень Ри Ран и девушка Сон Бу. В неурожайном году они участвовали в восстании местных жителей против эксплуататоров и, избегая преследований правительственных войск, укрывались в глухих местах. Там они поженились. После Ри Ран решил участвовать в борьбе против эксплуататоров и покинул дом, оставив любимую жену. Тогда Сон Бу, взирая на горный перевал, через который перешёл муж, выразила свою тоску по нему в песне. Эта песня передавалась устно как песня «Ариран».

## Варианты
Существуют десятки различных вариантов песни «Ариран», которые можно выделить в три основные группы:
- «Чонсон Ариран» — по названию уезда Чонсон в провинции Канвондо.
- «Чиндо Ариран» — по названию уезда Чиндо в провинции Чолла-Намдо
- «Мирян Ариран» — происходит из города Мирян в провинции Кёнсан-Намдо

## Тексты
Ниже приведён текст припева стандартной версии песни на корейском языке:

아리랑, 아리랑, 아라리요…

아리랑 고개로 넘어간다.

나를 버리고 가시는 님은

십리도 못가서 발병난다.

В транскрипции Концевича текст звучит так:

Ариран, ариран, арариё…

Ариран когэро номоганда.

Нарыль пориго касинын нимын

Симнидо моткасо пальбённанда.

Перевод песни (сделан Пак Иром):

Ариран, Ариран, перевал Ариран…

Решил ты, милый, через него уйти,

Оставив меня одну, решил уйти.

Но знай, без меня тебе и десяти ли не пройти,

У тебя непременно заболят ноги…

В колониальные годы популярна была «Ариран освободительной Армии (Тоннипкун)», в тексте которой звучали патриотические нотки:

….Ариран, Ариран, верю, что день придет,

Станет свободной родная страна!

Сбросит рабства оковы навек народ,

Он никогда не забудет о нас….

Сейчас продолжают появляться новые песни цикла Ариран, к примеру, перед чемпионатом мира по футболу 2002 года, который проходил в Южной Корее, неофициальным гимном корейских болельщиков стала рок-аранжировка «Ариран», сделанная рок-группой «Юн До Хён Бэнд».